# ウェストハートルプールRFC
ウェストハートルプールRFC（英: West Hartlepool R.F.C.）は、イングランドのダラム・ハートルプールに本拠地を置くラグビーユニオンクラブである。スタジアムはブリンクバーン。ダラム・ノーサンバーランド1に所属。

## 歴史
1881年創設。
1998-99シーズン後に降格して以降は、プレミアシップから遠ざかっている。